# 할테레스

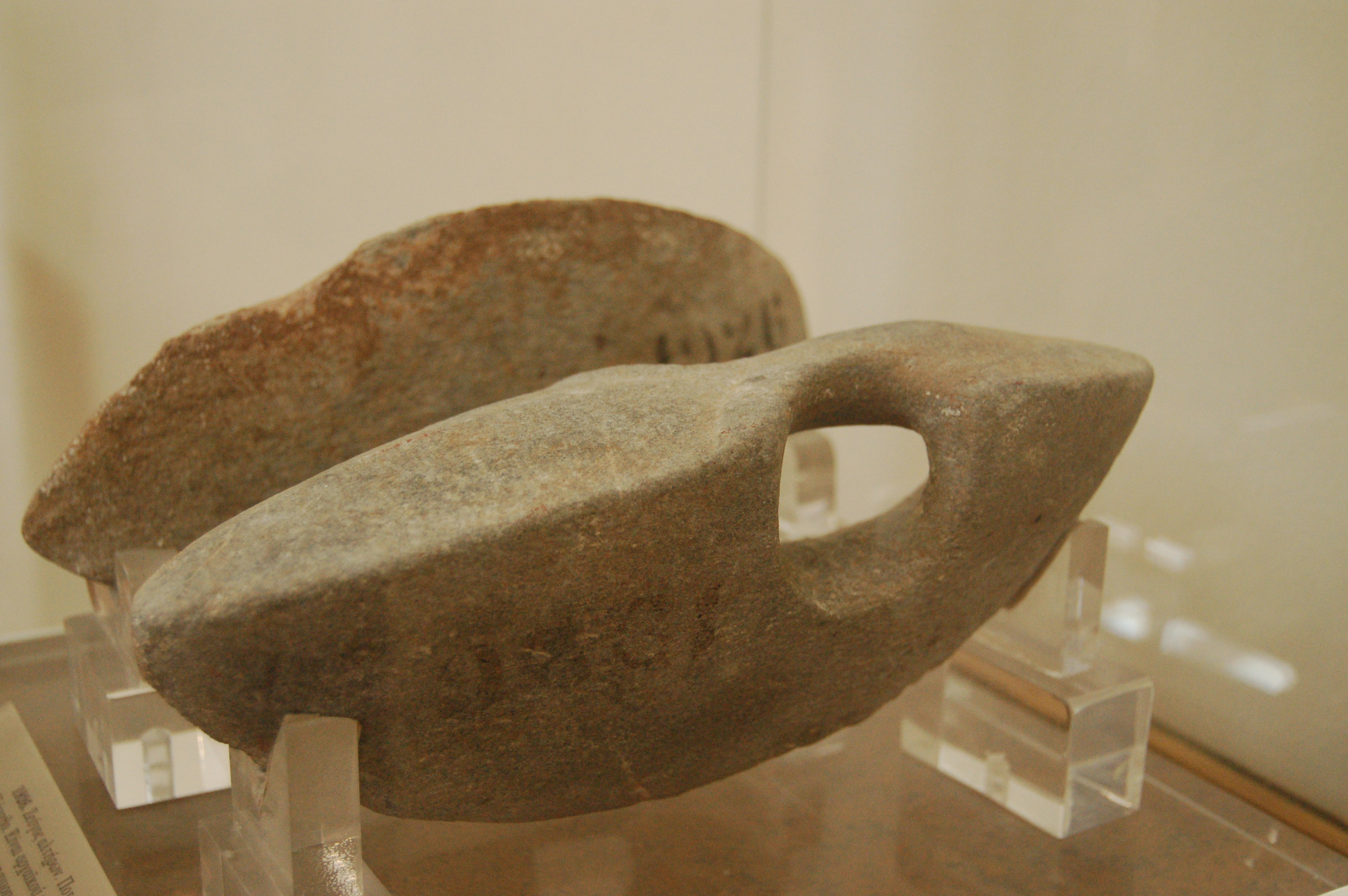
아테네 국립 고고학 박물관에 전시된 할테레스.

할테레스(고대 그리스어: ἁλτῆρες)는 고대 그리스에서 사용한 아령이다. 한국어로는 균형추, 도약추 등으로 부른다. 할테레스는 웨이트 트레이닝을 할 때 사용하거나 세단뛰기 등의 멀리뛰기를 할 때 몸의 균형을 맞추기 위해 사용했다.
곤충의 날개에 달린 평형 유지를 위한 기관을 여기에서 따와 평균곤이라고 부른다.

## 추가 자료
- 신현규; 홍기석; 박주원 (2008년 12월). “고대 그리스 할테레스(Halteres)에 관한 고찰”. 《스포츠인류학연구》 (한국스포츠인류학회) 3 (2): 117-137. ISSN 1976-7986.